# Бюффон (лунный кратер)
Кратер Бюффон (лат. Buffon) — большой древний ударный кратер находящийся в южном полушарии обратной стороны Луны. Название присвоено в честь французского натуралиста, биолога, математика, естествоиспытателя и писателя XVIII века Жоржа-Луи Лекле́рка, графа де Бюффо́на (1707—1788) и утверждено Международным астрономическим союзом в 1970 г. Образование кратера относится к донектарскому периоду.

## Описание кратера
Ближайшими соседями кратера являются кратер Чебышёв на севере; кратеры Ленгмюр и Брауэр на северо-востоке и кратер Ливитт на юго-западе. Селенографические координаты центра кратера 40°38′ ю. ш. 133°32′ з. д. / 40,64° ю. ш. 133,53° з. д., диаметр 105,8 км, глубина 2,87 км.
За время своего существования кратер подвергся значительному износу, вал кратера скруглен последующими импактами. Северо-восточную часть вала перекрывает сателлитный кратер Бюффон D. Западная часть вала практически полностью разрушена. Внутренний склон вала имеет следы террасовидной структуры. Высота вала над окружающей местностью 1520 м, объём кратера составляет приблизительно 11400 км³. Дно чаши кратера пересеченное, особенно в восточной части. В центре чаши находится пара пиков.

## Сателлитные кратеры

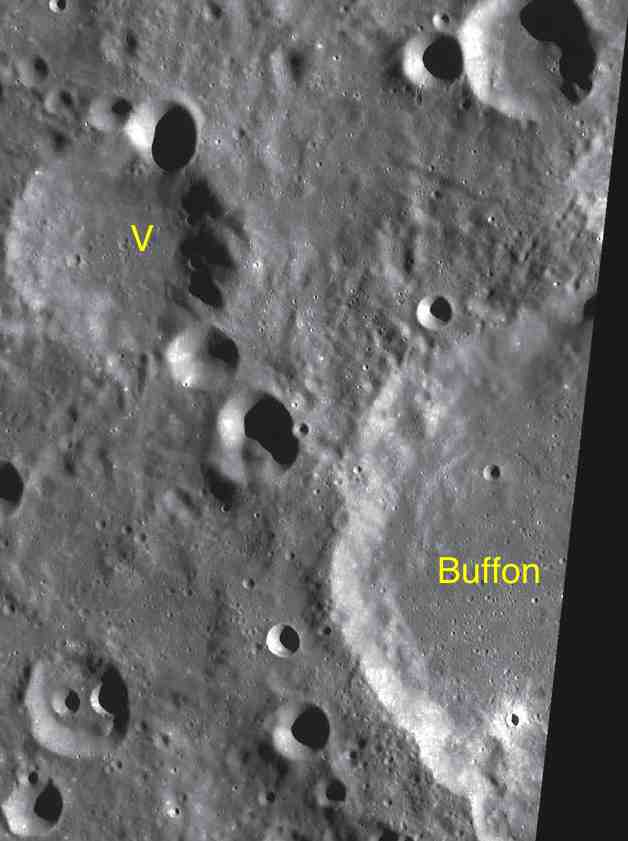
Фрагменты карт LAC-121, LAC-122.

| Бюффон | Координаты                                              | Диаметр, км |
| ------ | ------------------------------------------------------- | ----------- |
| D      | 40°14′ ю. ш. 132°11′ з. д. / 40,23° ю. ш. 132,18° з. д. | 18,6        |
| H      | 42°13′ ю. ш. 128°47′ з. д. / 42,21° ю. ш. 128,79° з. д. | 25,1        |
| K      | 46°17′ ю. ш. 128°06′ з. д. / 46,29° ю. ш. 128,1° з. д.  | 20,1        |
| V      | 39°05′ ю. ш. 137°28′ з. д. / 39,09° ю. ш. 137,47° з. д. | 41,1        |